# ألكسندر زفيريف
ألكسندر زفيريف (الروسية: Зверев, Александр Михайлович) مواليد 22 يناير 1960 في سوتشي، الاتحاد السوفيتي، هو لاعب كرة مضرب روسي سابق وكان يلعب باليد اليمنى. أعلى تصنيف له في الفردي كان المركز الـ 175 في سنة 1985. أعلى تصنيف له في الزوجي كان المركز الـ 307 في سنة 1985.

## روابط خارجية
- ألكسندر زفيريف على موقع رابطة محترفي التنس (الإنجليزية)
- ألكسندر زفيريف على موقع الاتحاد الدولي لكرة المضرب (الإنجليزية)
- ألكسندر زفيريف على موقع كأس ديفيز (الإنجليزية)
- ألكسندر زفيريف على موقع خلاصة التنس.كوم (الإنجليزية)